# 宋微波
宋微波（1958年12月—），生于山东省微山县，籍贯江苏睢宁，中国海洋大学教授。宋微波是中国原生动物学家，主要从事纤毛虫及其他原生动物的分类学、系统学和细胞学三方面的研究。2015年获选为中国科学院院士。他亦是国际原生生物学家学会常务执委及亚洲原生动物学会主席。

## 经历
高中於泗水一中就讀。
1975年高中毕业后，按當時習慣被分配成为微山造纸厂工人。1978年考入山东海洋学院（即今日中国海洋大学）。1982年本科畢業，1985年获硕士学位。 硕士毕业后留校。1986年起赴西德波恩大学读博士，1989年年初返回中国，从事原生动物研究。
曾获“长江学者奖励计划”特聘教授、国家自然科学成果二等奖、中国青年科学家奖。2010年2月海洋生物多样性与进化研究所成立，宋微波负责领导纤毛虫研究。